# باند مونیکا (مجموعه تلویزیونی)
باند مونیکا (پرتغالی: Turma da Mônica) یک مجموعه تلویزیونی پویانمایی برزیلی است که بر اساس کتاب کمیک کودکی به همین نام اثر مائوریسیو دسوزا ساخته شده‌ است.

## بازیگران
- مارلی بورتولتتو در نقش مونیکا
- آنجلیکا سانتوس در نقش پیازچه
- پائولو کاوالکانته در نقش لکه
- الزا گونسالوس در نقش مگالی